# Бучацький Омелян Олександрович
Бу́чацький Омелян Олександрович (20 березня 1918, Львів — 1 вересня 1997) — український хокеїст, баскетболіст, тренер, учасник Олімпіади ДП 1948 року. Чемпіон Австралії, призер чемпіонату Австрії з хокею, а також журналіст — активний дописувач до різноманітих періодичних видань України та української діаспори за кордоном.

## Біографія
Омелян Бучацький народився у Львові весною останнього року Першої світової війни в родині отця Олександра Бучацького й Марії Сосенко, доньки Ксенофонта Сосенка. Батько Омеляна був відомим громадським діячем, опікуном молоді, директором ремісничих бурс у Львові, одним з найближчих співпрацівників митрополита Андрея Шептицького.
Омеляна кликали Мільо. Він був невисокого зросту, надзвичайно рухливим і кмітливим хлопцем. З юних літ захопився різноманітними спортивними іграми — футболом, хокеєм, баскетболом, настільним тенісом, бігом на ковзанах. Він учився у Головній академічній гімназії, де разом з іншими учнями з власної ініціативи створив спортивний гурток «Богун», що проводив змагання з ровесниками з польських гімназій. Згодом українці, набравшись майстерності, стали непереможними в неофіційних гімназійних першостях Львова, а найменший з них, але найбагатший спритністю та духом, — Омелян — визнаним лідером «Богуна». 1934 року керівництво СТ «Україна» запросило усіх членів «Богуна» до своїх лав і відтоді Бучацький посів постійне місце в першій команді товариства. 1936 року, закінчивши гімназію, почав студіювати право у Львівському університеті. Тоді ж, восени, його відправили до тренувального табору найздібніших молодих хокеїстів Польщі, який вів спеціально запрошений тренер з Канади. На цьому зборі Омелян також пройшов тренерський курс. Це дозволило йому ще в дуже молодому віці (щойно минув 21 рік, коли прийшла осінь 1939 року) розпочати працю граючого тренера у «Спартаку», а одночасно тренувати команду Інституту радянської торгівлі.
Весною 1941 року дев'ятеро найкращих хокеїстів Західної України (серед них — Юрій Дицьо, Омелян Бучацький, Роман Маринець та ін.) отримали у відділі фізкультури львівського ОККПб(У) так звані «путівки» на роботу в московських i ленінградських командах ЦСКА (тоді ЦДКА), «Спартак» і «Динамо», як висловився Омелян Бучацький, «аби вчити москалів хокею».
Омелян Бучацький був активним дописувачем до українського спортового тижневика «Змаг», бо мав про що розповідати, виступаючи у змаганнях з різних видів спорту. Саме він залишив нам спогад про першу воротарську маску, яку змайстрував і почав використовувати голкіпер «України» Микола Скрипій.
За часів військової окупації Львова Омелян продовжував виступати в «Україні». Команду часто запрошували до турнірів за участі німецьких, словацьких та чеських команд.
У часи Другої світової війни еміґрував за кордон. Разом з дружиною провів кілька років у таборі переміщених осіб Міттенвальд. Там у подружжя народився старший син. Згодом вони перебралися до Австралії, де прожив до кінця свого життя. Після еміґрації Омеляну лише раз вдалося відвідати Україну, у 1991 році. По собі залишив двох синів та великий спадок публіцистичних матеріалів. Надзвичайно цікавими є його спогади про пережиття часів Другої світової війни, перебування і таборах Ді-Пі й еміґрації.